# Hans-Jörg Butt
Hans-Jörg Butt, född 28 maj 1974 i Oldenburg, är en tysk före detta fotbollsmålvakt. Butt är känd för sina straffsparkar. Han har gjort 27 mål i Bundesliga och 3 i Champions League. Han har tidigare bland annat representerat Hamburger SV och Bayer Leverkusen samt spelat fyra matcher med det tyska landslaget.

## Karriär
Butt började sin professionella karriär i VfB Oldenburg. Han flyttade till Hamburger SV 1997 och under 1998–99 gjorde han 7 mål för klubben, alla på straff. Året efter gjorde han 9 mål på liknande sätt. Butt gick till Bayer Leverkusen på fri transfer 2001. Han missade bara en ligamatch på de första 5 säsongerna och gjorde 7 mål. Butt var med i det lag som förlorade mot Real Madrid i 2002 års Champions League-final.
Under 2006–07 petades Butt av den unge René Adler och beslutade då att bryta avtalet som kopplade honom till klubben fram till 2009. Så i juli 2007 skrev han på ett två-års kontrakt med portugisiska laget SL Benfica. Butt gjorde sin debut på sommaren i Tournament of torneio de Guadiana, som hölls mellan Benfica, Sporting Lissabon och Real Betis. I turneringen, räddade han en straff mot Betis. Han gjorde bara en ligamatch för Benfica, då han kom in som avbytare efter att Quim blivit utvisad mot CS Marítimo i oktober 2007. I denna match räddade han en straff från Ariza Makukula och Benfica vann till slut med 2–1.
Den 4 juni 2008 undertecknade Butt ett tvåårigt kontrakt med de regerande mästarna i Tyskland, FC Bayern München. Han gjorde sin debut för klubben i en gruppspelsmatch i Champions League. I slutet av säsongen fick han även speltid i ligan efter att Michael Rensing fick sitta på bänken efter att ha släppt in 5 mål i en ligamatch mot VfL Wolfsburg. I slutet av säsongen blev även Butt förstemålvakt när Rensing skadade handen. Efter lagets dåliga inledning på säsongen 2009–2010 med Rensing i målet har Butt spelat som förstemålvakt. Den 8 december 2009 gjorde han ett straffmål i en avgörande match mot Juventus i gruppspelet av Champions League. Efter det målet så har Butt lyckats göra ett mål mot Juventus i Champions League för alla de tre tyska klubbar han representerat. 
Butt var Tysklands tredjemålvakt, bakom Oliver Kahn och Jens Lehmann, i både EM 2000 och VM 2002 men spelade ingenting i någon av turneringarna.

## Privatliv
Butt är gift med sin fru Katja, och paret har tillsammans en dotter och en son.

## Meriter
Oldenburg
- Regionalliga Nord: 1996

Bayern München
- Bundesliga: 2010
- Tyska cupen: 2010
- Tyska Supercupen: 2010

Tyskland
- VM 2002: Silver
- VM 2010: Brons